# Linóleum
A linóleum a műanyagok egyike. Feltalálója az angol Frederick Edward Walton, aki 1863-ban szabadalmat kapott találmányára.

## A szó eredete
A szó eredetileg a latin "linum" (len) és "oleum" (olaj) összetételéből álló fantáziaszó volt, amely később fajtanévvé vált. 

## A szó fajtanévvé válása
Mivel Walton nem szerzett védjegyoltalmat találmánya nevére, ezért hiába pereskedett, az angol bíróság  megállapította, hogy a szó generikussá, azaz fajtanévvé vált, tehát ennek a szónak a használatára  Waltonnak nincs kizárólagos joga.

## Előállítása és felhasználása
A linóleumot főleg padlófedésre használják. Úgy állítják elő, hogy jutarostokra oxidált lenolaj, parafa vagy faliszt és festék keverékét préselik nagy nyomással, simán vagy sablonokkal mintázva. A linóleum teljesen síma, hézagmentes felületet ad, így könnyen tisztítható. Némelyek szerint baktériumölő tulajdonsággal is rendelkezik.
A linóleummetszés, gyakran használt nevén linómetszés magasnyomású grafikai sokszorosító eljárás, mely hasonló a fametszéshez, de dúcként a könnyebben megmunkálható linóleumot használják hozzá.
Gyakorta linóleumnak nevezik a PVC padlóburkolatot, mivel felülete, mintázata és felhasználása hasonló, de anyaga és előállítása teljesen különbözik.

## Képgaléria

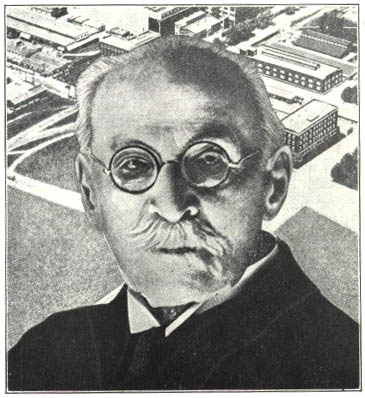
Fred Walton arcképe
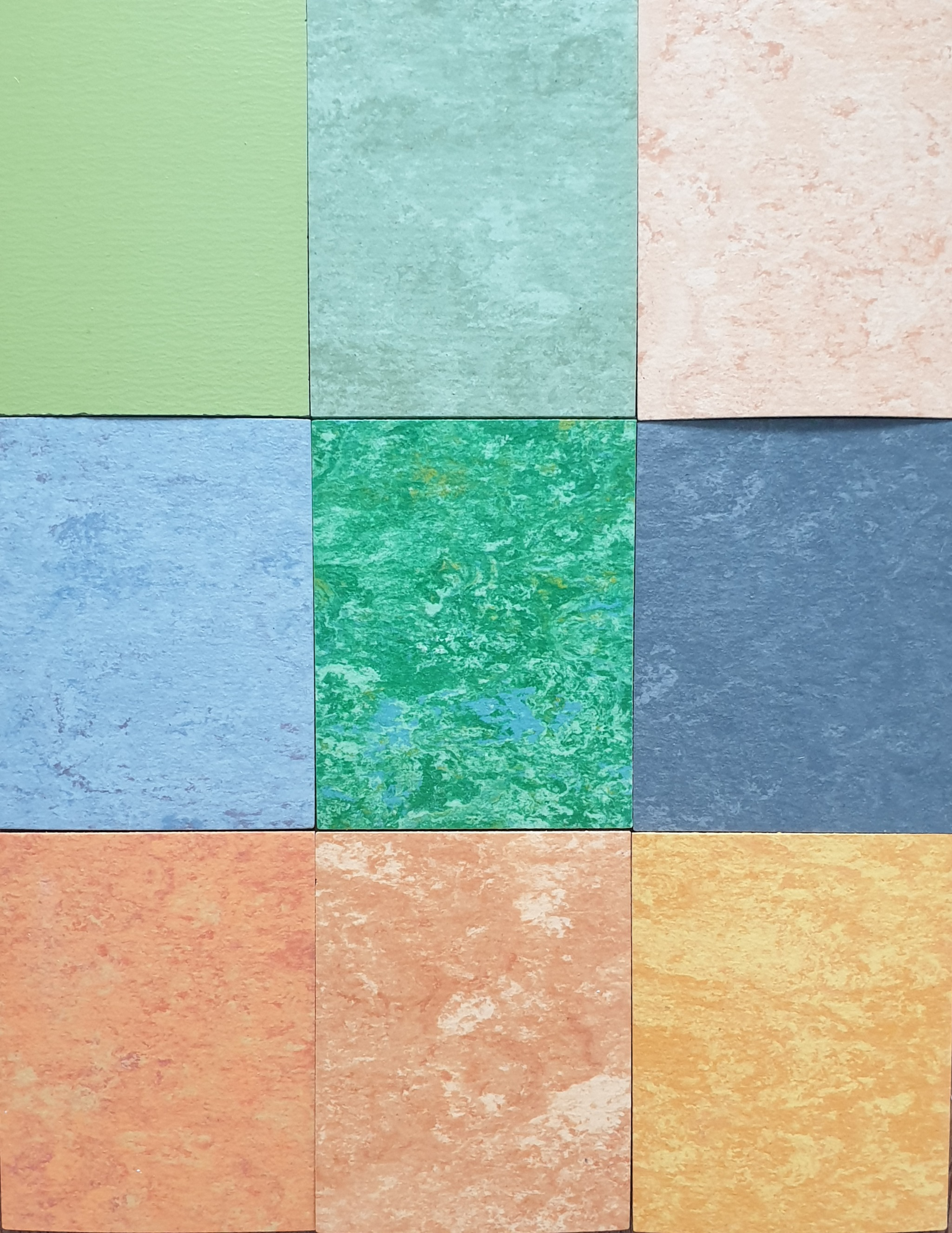
Linóleum színminták